# 오성군 한음군
"오성군 한음군"은 1988년에 개봉한 대한민국의 영화이다.

## 캐스팅
- 이재학 : 오성 역
- 주희 : 연하 역
- 신경호 : 한음 역
- 박정용
- 임덕윤
- 김재연
- 김찬우
- 이진수
- 정수영
- 정미은
- 현석
- 오미연
- 문태선
- 홍윤정
- 황건
- 남수정
- 윤일주
- 김응태
- 신종섭
- 유명순
- 박예순
- 안진수
- 김소연
- 박은숙
- 김경란
- 김찬구
- 문미봉
- 한명환
- 김신명
- 홍성연
- 심경환
- 문신억
- 이종은
- 김성민
- 전영문
- 원유라
- 배유영
- 문희숙
- 김선주
- 이진호
- 강성봉
- 오창영
- 이희동
- 김경택
- 고영주
- 이나영
- 민병희
- 김연지